# Telema mayana
Espèce
Telema mayana est une espèce d'araignées aranéomorphes de la famille des Telemidae.

## Distribution
Cette espèce est endémique du département d'Alta Verapaz au Guatemala. Elle se rencontre dans la grotte Cueva Sepacuite à Senahú.

## Description
La femelle holotype mesure 1,3 mm. Cette espèce troglobie possède six yeux vestigiaux.

## Publication originale
- Gertsch, 1973 : A report on cave spiders from Mexico and Central America. Studies on the cavernicole fauna of Mexico and adjacent regions, Association of Mexican Cave Studies Bulletin, vol. 5, p. 141-163 (texte intégral).